# Olympische Winterspiele 2006/Teilnehmer (Hongkong)
Hongkong nahm an den Olympischen Winterspielen 2006 im italienischen Turin mit einem Athleten teil.

## Teilnehmer nach Sportarten

### Shorttrack
Nachdem Hongkong erstmals bei den Olympischen Winterspielen 2002 in Salt Lake City mit zwei Shorttrackerinnen an den Olympischen Winterspielen teilgenommen hatte, konnte sich die 23-jährige Han Yueshuang als erst dritte Athletin aus Hongkong für die Olympischen Winterspiele qualifizieren und, da sie als einzige Athletin aus Hongkong antrat, durfte sie bei der Eröffnungsfeier die Fahne tragen.
| Athleten      | Wettbewerb | Vorlauf      | Vorlauf | Viertelfinale | Viertelfinale | Halbfinale    | Halbfinale    | Finale        | Finale        | Rang |
| Athleten      | Wettbewerb | Zeit         | Rang    | Zeit          | Rang          | Zeit          | Rang          | Zeit          | Rang          | Rang |
| ------------- | ---------- | ------------ | ------- | ------------- | ------------- | ------------- | ------------- | ------------- | ------------- | ---- |
| Frauen        |            |              |         |               |               |               |               |               |               |      |
| Han Yueshuang | 500 m      | 47,087 s     | 4       | ausgeschieden | ausgeschieden | ausgeschieden | ausgeschieden | ausgeschieden | ausgeschieden | 24   |
| Han Yueshuang | 1000 m     | 1:37,883 min | 3       | ausgeschieden | ausgeschieden | ausgeschieden | ausgeschieden | ausgeschieden | ausgeschieden | 18   |
| Han Yueshuang | 1500 m     | 2:36,233 min | 5       | ausgeschieden | ausgeschieden | ausgeschieden | ausgeschieden | ausgeschieden | ausgeschieden | 24   |